# Fred Sinowatz
Alfred "Fred" Sinowatz (Novo Selo (Gradišće, Austrija), 9. veljače 1929. - Beč 11. kolovoza 2008. ) bio je austrijski političar i povjesničar.

## Životopis
Rođen je u mjestu Novom Selu, (njem. Neufeld an der Leitha) u ruralnoj sredini gradišćanskih Hrvata.
Obnašao je dužnost ministar nastave i umjetnosti od 1971. do 1983. za vrijeme Bruna Kreiskog. Od 1983. do 1986. bio je austrijskim kancelarem. Presjedavao je Socijaldemokratskom strankom Austrije.